# Tapeinosperma greenwoodii
Tapeinosperma greenwoodii är en viveväxtart som beskrevs av A. C. Smith. Tapeinosperma greenwoodii ingår i släktet Tapeinosperma och familjen viveväxter. Inga underarter finns listade i Catalogue of Life.